# Sociedade Brasileira de Geografia
Die Sociedade Brasileira de Geografia (SBG) ist eine brasilianische wissenschaftliche Gesellschaft mit Sitz in Rio de Janeiro. Die „Brasilianische Gesellschaft für Geographie“ fördert und unterstützt die geographische Forschung und das öffentliche Interesse an der Geographie. 
Die Gesellschaft wurde 1883 unter dem Namen Sociedade de Geografia do Rio de Janeiro gegründet, wobei das Model der Pariser Société de Géographie Pate stand. Der heutige Name wurde 1945 angenommen. 1909 veranstaltete sie den ersten nationalen brasilianischen Kongress für Geographie. Für Mitte der 1950er Jahre werden über 200 Mitglieder genannt. Sie verfügt über eine eigene Bibliothek.

## Veröffentlichungen
- Revista da Sociedade de Geografia do Rio de Janeiro, Band 1, 1885 bis 52, 1945 ZDB-ID 439716-2.
- Revista da Sociedade Brasileira de Geografia, Band 53, 1946 ff. ZDB-ID 439777-0.
- Boletim da Sociedade Brasileira de Geografia, Band 1, 1950 bis 8, 1969/1970; 27, 1971 ff. ZDB-ID 730387-7.
- Geographia do Brasil. Sociedade de Geografia do Rio de Janeiro. Rio de Janeiro, Band 1, 1922 bis 10, 1922.